# Die Wellblech-Hütte
Die Wellblech-Hütte ist ein 1928/29 entstandener Text von Anna Seghers, versehen mit dem Untertitel Bruchstücke einer Erzählung. Die Erstveröffentlichung erfolgte 1929 in der von Hermann Kesten herausgegebenen Kiepenheuer-Anthologie 24 neue deutsche Erzähler.

## Kurzbeschreibung
Ein kürzlich zu einem in der Wüste isolierten Arbeitslager-Außenposten deportierter politischer Häftling versucht seinen einzigen Mitgefangen zu schulen; der Mitgefangene „lehnt den Plan nicht ab, zeigt aber wenig Interesse“, was zu durch Äußerlichkeiten und Angewohnheiten ohnehin angeheizten Spannungen zwischen dem lehrwütigen Neuankömmling und dem öfter lernunwilligen Alt-Insassen beiträgt.

## Inhalt
Der politische Häftling L. wird per Zug ebenso wie dreißig andere Häftlinge entlang einer Telefonkabel-Neubaustrecke verteilt. Nach und nach werden es immer weniger Häftlinge, bis nur noch L. mit zwei Wächtern an einer Bahnstation im Nirgendwo zurückbleibt: „Sie setzten sich mit ihm unter das Dach. Offenbar erwarteten sie etwas, der Zug konnte es nicht sein, die Schienen waren zu Ende.“ Nach Sonnenuntergang marschieren die beiden Wächter mit L. in „den Sand“ – die Wüste. Alsbald „gab es keine Fahrstraße mehr, nur die Andeutung eines Weges unter der Drähten“, den sie weiter und weiter gehen. Schließlich kommen L. und die zwei Wächter am Zielort an: „eine kleine flache Baracke, hinter der Fensteröffnung brannte Licht […]. Aus der Baracke trat ein Mensch und sah ihnen entgegen. Er war nackt bis auf eine weiße, hochgekrempelte Hose.“ Die beiden Wächter lassen L. an der Wellblech-Baracke zurück, was L. maßlos erstaunt. Der halbnackte Baracken-Bewohner, ein Südstaatler namens Brekoly, der von „einer gelben Mutter“ abstammt, erklärt: „Warum nicht? Wohin sollten wir laufen?“, mitten in der Wüste, in der erst „im vorigen Monat“ zwei Mexikaner bei einem Fluchtversuch umgekommen seien. In Brekoly erblickt L. eine Aufgabe für sich: „Brekoly sollte nicht mit ihm umsonst unter einem Dach liegen. Vielleicht kam er nie aus dem Sand, aber Brekoly kam heraus. Das war nicht viel, was er tun konnte, aber doch genug.“ L. will Brekoly politisch unterrichten, im Gegenzug soll Brekoly ihm Spanisch beibringen. „Brekoly lächelte. Besser als seine Hautfarbe verriet das Lächeln seine Herkunft. In diesem Lächeln war keine Heiterkeit, kein Vertrauen. Wie ein Wirt das Tor aufmacht, so öffnete Brekoly höflich und mißtrauisch die Pforten seines Angesichtes.“ Außer dem höflich-distanzierten Verhalten des Halb-Asiaten stört L. auch noch dessen „fremder, süßlicher Körpergeruch“, der L. dermaßen zuwider ist, dass er lieber im Freien als in der Wellblech-Hütte schläft. Die emotionalen Spannungen werden beinahe zu Tätlichkeiten, als Brekoly eines Tages die Kreide-Notizen aus L.‘s Unterricht von den Wänden abwischt: „L. bezwang sich und sah ihn fest an. Aber Brekolys Blick war auch fest. Fest waren ihre Blicke vor Verachtung. Er verachtete Brekoly wie Brekoly ihn. Er verachtete Brekolys Trägheit wie Brekoly seine Kraft, er verachtete Brekolys Blut wie Brekoly das seinige.“ Wenig später stellt sich heraus, dass Brekoly die Kreide-Aufschriebe wegen einer bevorstehenden Kontrolle durch die Wachmannschaften gelöscht hatte. L. entschuldigt sich nicht, aber bei den folgenden Lerneinheiten hört Brekoly „gespannter zu, die Wände füllten sich.“ Als sie während eines Unwetters essen, stört sich L. wieder an Brekolys Körpergeruch: „Ein süßlicher Geruch erfüllte die Hütte, jeder Bissen schmeckte danach, jeder Atemzug. L. hörte mit dem Essen auf und spielte mit dem Konservenöffner“, gibt sich Mordfantasien hin darüber, mit dem Dosenöffner als Tatwaffe. Dann wirft L. den Dosenöffner weg. „Brekoly räumte alles geduldig auf“; er „hat nichts getan, um den mörderischen Traum von L. zu entfachen, außer zu existieren.“ Zu seiner Existenz gehört auch, dass er aus Langeweile gegen die Wand trommelt, zum Häftlingskoller auch, dass L. ihn auffordert, das zu lassen, Brekoly dennoch weitermacht, beide miteinander zu kämpfen beginnen bis Brekoly fast von L. erwürgt wird, L. ihn aber loslässt und auf die Pritsche wirft. „Sie waren nackt, auf dem Boden lagen ein paar blutige Kleidungsstücke.“ Brekoly gibt für diese Eskalation später dem Unwetter die Schuld. L. wird autoaggressiv: Einmal will er in den Sand hinauslaufen, „soweit er konnte, und umkommen“, verliert aber die Orientierung und landet wieder bei der Wellblechhütte: „Er war im Kreis gelaufen, wie ein Tier am Pflock.“ Ein andern Mal – Brekoly liegt schwerkrank in der Hütte – verlässt L. trotz eines weiteren Unwetters die Hütte: „Harter scharfer Sand riß ihm die Haut. Es war vollkommen dunkel. Er tappte blind weiter, fiel um, bekam einen Schutt Sand in den Nacken und kam wieder hoch“, doch während dieses weiteren faktischen Selbstmord-Versuchs packt L. plötzlich doch die Todesangst, er findet in die Hütte zurück. „Einige Tage später weigerte sich Brekoly aufzustehen. Als L. hereinkam, hing sein Kopf auf dem Boden in einer Blutlache. L. zog ihn herauf, wusch ihn und pflegte ihn.“ Der Hass zwischen den beiden Gefangenen schwindet. Als endlich zwei Wächter Brekoly holen, um ihn zur Krankenstation zu bringen, weigert sich Brekoly anfänglich mitzugehen, tut es dann aber doch.
„Nach vielen Jahren“, die L.‘s Freilassung und wieder aufgenommener politische Aktivität folgten, trifft L. seinen ehemaligen Mitgefangenen in einem Gasthaus zufällig wieder. „Sie umarmten einander über den Tisch. In den letzten zwanzig Jahren war L. acht Jahre frei gewesen. Mit vielen war er eingesperrt – mit manchen war schwer auszukommen und mit manchen leicht, aber auszukommen war schließlich mit allen. Er erinnerte sich dunkel, daß Brekoly einer von den Schwierigen war.“ Brekoly erzählt unter anderem, dass er jetzt verheiratet und in L.‘s Partei aktiv wäre, lädt L. zu sich nach Hause ein. Der Hof jenes Mietshauses löst bei L. „die gleiche Reaktion aus wie einst Brekolys es tat – ihm wird übel vom Geruch“. Dann aber tauscht L. mit Brekoly Blicke und Berührungen aus, und die Geruchsempfindung ändert sich: „Der Geruch war da, fremd, aber nicht unerträglich“, und in einer Art Umkehrung des Verhaltens Brekolys beim letzten Abschied will L., der eben noch zu gehen trachtete, nun bleiben, „nicht allein sein, für immer hierbleiben.“

## Textanalyse
Bei Die Wellblech-Hütte handelt es sich um eine auktorial verfasste Erzählung, die im späten 19. oder frühen 20. Jahrhundert auf dem Weg zu einem Arbeitslager-Außenposten oder in diesem selbst spielt, im „Südwesten der Vereinigten Staaten“. Die näher angegebenen Ortsnamen sollen „offensichtlich den Zweifel an der Authentizität des Dargestellten ausschließen“, doch „klingen künstlich für jeden, der sich in den Vereinigten Staaten auskennt“. Ohnehin sind diese Ortsangaben unwesentlich: Die beiden Hauptfiguren sind „faktisch in ein Vakuum gestellt“, die Handlung „entfaltet sich in einer von der Außenwelt abgetrennten Atmosphäre. Die Hütte ist nicht nur geografisch isoliert, auch die Arbeitsbedingungen werden nicht erwähnt; Wachen sind vermerkt, aber nicht beschrieben. […] Der eigentliche Handlungsraum […] ist die menschliche Psyche. Dem untergeordnet ist jedoch eine zweite Ebene, auf der sich die Geschichte bewegt, die den Kampf des Menschen gegen die Elemente darstellt: die Hitze der Wüste, die Stürme, die Isolation und die Unfähigkeit zu entkommen.“ Diese Naturelemente, „die hier erstmalig im Werk von Anna Seghers eingesetzt werden“, ergeben „von der Umwelt ein subjektiv gefärbtes Bild […], in dem sich der innere Zustand L.s widerspiegelt.“

### Form-Kritik
Die Erzählung besteht aus zwei in sich geschlossenen Teilen, die sich gegenseitig ergänzen. Mehr als vier Fünftel des Textes der Erzählung schildern L‘s Deportations-Schicksal: den Transport zum Arbeitslager-Außenposten in der Wüste und den dortigen Aufenthalt. Dieser erste Teil „hinterläßt durchaus nicht den Eindruck des Fragmentarischen“, und erst durch den zweiten Teil, eine „Art Nachspiel“, endet der Text mit „unbefriedigendem Dialog […]. Erst durch diesen Teil, der ohne eine sich aus dem Werk selbst ergebende Notwendigkeit angefügt ist, erhält Die Wellblech-Hütte den Charakter eines Fragments“, stellt der Literaturwissenschaftler Friedrich Albrecht fest. „Tatsächlich scheint der zweite Teil die Entwicklungen des ersten Teils zu verleugnen und stürzt die ganze Geschichte in Verwirrung, vor der sie durch ein künstliches und daher nicht überzeugendes Ende gerettet wird. […] Der Fehler in der Erzählung und der Grund, warum sie ein Fragment blieb, liegt in der Wahl des Themas. Die Darstellung rassistischer Vorurteile in einem revolutionären Proletarierführer brachte Anna Seghers in eine Zwickmühle, aus der kein Ausweg mehr zu finden war: Stellte sie dieses Vorurteil als Überbleibsel bürgerlichen Denkens dar, so war ihr Held kein echter Proletarier mehr.“

### Themen
Die Wellblech-Hütte zerstört in mehrfacher Hinsicht die Erwartungshaltung des Lesers: Der Leser findet hier keine US-Analogie zum Gulag-Stoff vor: „Erscheinungen, die für das Dasein eines langjährigen Häftlings gewöhnlich von höchster Bedeutung sind, werden völlig eliminiert: Hunger, die Qual der Zwangsarbeit, Mißhandlungen und Demütigungen“. Darüber hinaus ist Die Wellblech-Hütte „nicht in erster Linie ein politisches Werk. Wie so oft in Seghers Werken wird ein politisch oberflächliches Problem, hier Bildung als eine Art politischer Aktivität, zu einem ethischen Problem (Rassenvorurteil), das nur eine humanitäre Lösung hat (Sorge um den Mitmenschen).“ Die Sorge um den Mitmenschen ist hierbei ein Akt der generellen „Überwindung der Fremdheit zweier Menschen“ und zeigt damit das Zentralthema der Erzählung auf: „Das zentrale Thema der Geschichte ist die Kluft zwischen zwei Individuen, die überbrückt werden muss, bevor es zu einem Zusammenwirken oder Zusammenkommen kommen kann. Genauer gesagt handelt es sich um das Problem rassistischer Vorurteile.“

#### Bildung als politischer Akt
Ein bestimmendes Element im Verhältnis zwischen L. und Berkoly ist das Lehrer-Schüler-Motiv, wobei im Text hinsichtlich des Spanisch-Unterrichts Berkolys kein einzige Umsetzungs-Maßnahme auftaucht, wohingegen sehr deutlich wird, dass das Lernen aus L’s Sicht verschiedene Funktionen erfüllt:
- Lernen bildet ein „Gegengewicht zu der seelischen Gefährdung durch die Einsamkeit“[36]
- Lernen ist ein Mittel gegen „seelische Depression und körperliche Erschöpfung“[37]
- Lernen hält „Bewußtsein vom Sinn ihres Lebens“ wach[36]

L. versucht, „ein erfolgreicher Lehrer zu sein, kann es aber nicht, bis er seine Vorurteile überwunden hat“, und aufgrund von L.’s rassistisch motivierter Antipathie „scheitern seine pädagogischen Bemühungen“.

#### Rassismus
Die rassistische Vorprägung zeigt sich in Die Wellblech-Hütte auf beiden Seiten: Die scheinbar undurchdringliche Maske Brekolys ist rational dadurch zu erklären, dass der Halb-Asiate aufgrund schlechter Erfahrungen „nicht geneigt ist, weißen Männern in irgendeinem Zusammenhang zu vertrauen“. Bei L. dagegen ist der Rassismus irrational tief verwurzelt – bis in die Tiefen seiner Nase, wo L. die ihm widerwärtigen süßlichen Körperausdünstungen Brekolys wahrnimmt: Der Geruch Brekolys „gewinnt den Charakter eines Leitmotivs, das überall dort verwendet wird, wo ganz allgemein die Fremdheit zwischen den beiden konstatiert werden soll. Es büßt seinen spezifisch biologischen Gehalt ein, weil in dem rassisch motivierten Widerwillen alle anderen gefühlsmäßigen Aversionen L.s ihren stärksten und zugleich niedrigsten Ausdruck erhalten.“ Wie von selbst verschwindet diese irrationale Aversion, als während Brekolys Krankheit der Körper Brekolys für L. „auf einmal ein Gegenstand“ ist, „der nur seine Hände anging“: Wo der Mensch zum Gegenstand wird, für den L. Verantwortung übernimmt, wird die Rasse zu einem Nichts. L. „kümmert sich um den Kranken und findet durch diesen humanitären Akt die Kluft überbrückt. Obwohl die Geschichte politische Obertöne hat, ist ihre Botschaft im Wesentlichen humanistisch“: Menschlichkeit muss nicht von der Gruppendynamik politischer Überzeugungen innerhalb einer Bewegung oder Partei abhängig sein, sondern kann abhängen vom Charakter des auch als deportierter Zwangsarbeiter frei entscheidenden Individuums.

### Figuren
Neben den Insassen des Deportationszugs und den Wachen (erster Teil der Erzählung) und Personen aus Brekolys Umfeld (zweiter Teil der Erzählung), die allesamt keine wesentliche Rolle spielen, gibt es in der Erzählung nur zwei Figuren:
- L.: Er „wird als prominenter revolutionärer Funktionär vorgestellt, der keinen anderen Lebensinhalt kennt als die Arbeit für die Bewegung“[43] und der daher zur Deportation verurteilt wurde.[44] „Nirgendwo wird erwähnt, dass er eine Familie, einen Beruf, Freunde außerhalb der Partei oder andere normale menschliche Verbindungen hat.“[45] Dank seines „politischen Pflichtbewußtsein[s]“[36] und der  „Unbedingtheit, mit der L. sich der Bewegung verschrieben hat“,[37] vergisst L. „auch in der Weltabgeschiedenheit der Wüste seine revolutionäre Pflicht nicht“:[36] Er will „seiner Sache einen neuen Mitkämpfer gewinnen“,[46] gerät dabei aber an den Halb-Asiaten Brekoly, „Bewohner eines Elendquartiers“ und damit für L., dessen unterschwelliger Rassismus „sein zentrales Lebensproblem“ ist, Teil einer fremden Welt:[47] L.’s Charakter spiegelt die „Problematik eines bürgerlichen Intellektuellen wider, der die innere Entscheidung für die revolutionäre Sache bereits ohne Vorbehalt vollzogen hat, dem aber die Welt der Ausgebeuteten und Verelendeten noch als etwas Fremdes gegenübersteht […]. L.s Abneigung gegen Brekoly kann nur als Relikt einer bürgerlichen Mentalität verstanden werden. Dieser Ursprung wird jedoch nicht aufgedeckt“.[48] Das „immer stärkere Auseinanderfallen“ von revolutionärer Pflicht und in mehrfacher Hinsicht intolerantem Verhalten L.‘s[49] sorgt bei L., der eigentlich die Einsamkeit fürchtet,[36] für eine Mischung aus äußerst „gereizter Nervosität“[50] und isolationsbedingter Depression.[51]

- Brekoly: Er ist „ein Mensch aus den ärmsten Schichten“,[37] kommt „aus dem Süden. Von einer gelben Mutter. Er war eigentlich ein Politischer, wegen Raub verurteilt. Er war bei dem Streik in … gewesen, bei der Plünderung aufgegriffen. Er war auf acht Jahre deportiert, war aber krank und hoffte, früher davonzukommen.“[6] Die Krankheit äußert sich auch in Berkolys als „außerordentlich mager“ beschriebenem Erscheinungsbild: „Seine Rippen hoben sich glänzend ab, wie die Adern großer Blätter“.[5] Im Gegensatz zum asketischen L. und dessen fanatischer „Unbedingtheit, mit der L. sich der Bewegung verschrieben hat“,[37] befleißigt sich Brekoly einer „von Spontaneität und Fatalismus bestimmten Haltung“.[52] Einerseits zeigt Brekoly – auch seinem Lehrer L. gegenüber, in dem er „kein Vorbild sehen“ kann[53] – „eine Kindlichkeit und Unernsthaftigkeit, die sich in plötzlichem, unmotiviertem Lachen ausdrückt, in ständigem Trommeln auf Gegenständen, im Vor-sich-Hinsingen“.[54] Andererseits nimmt Brekoly sein Deportationsschicksal „mit fatalistischer Gelassenheit hin“, bewahrt gegenüber L. „hinter der Maske seines Gesichtes“ etwas „Unergründliches und auch Unberechenbares“.[55]

## Hörspielfassung
1990 erstellte der Rundfunk der DDR eine gut 46-minütige Hörspielfassung, ebenfalls unter dem Titel Die Wellblechhütte. Die Funkbearbeitung übernahm Holger Jackisch, die Dramaturgie erstellte Karin Ney und die Regie führte Norbert Speer.
Es sprachen Reiner Heise (Brekoly) und Hermann Beyer (L. / Der gelbe Tod).

## Textausgaben (Auswahl)
- Die Wellblech-Hütte. In: Anna Seghers: Erzählungen 1926–1944. (= Gesammelte Werke in Einzelausgaben, Band 9.) 2. Auflage. Aufbau-Verlag, Berlin 1981. S. 120–141
- Die Wellblech-Hütte. In: Anna Seghers: Erzählungen 1924–1932. (= Werkausgabe, II. Erzählungen, Band 1.) Aufbau-Verlag, Berlin 2014. ISBN 978-3-351-03470-2. S. 77–98.

## Sekundärliteratur (Auswahl)
- Friedrich Albrecht: Die Wellblech-Hütte. In: Friedrich Albrecht: Bemühungen. Arbeiten zum Werk von Anna Seghers 1965–2004. (=Convergences, Band 36.) Lang, Frankfurt am Main 2005. ISBN 3-03910-619-8. S. 35–72.
  - Erstabdruck in: Friedrich Abrecht: Die Erzählerin Anna Seghers 1926–1932. (=Neue Beiträge zur Literaturwissenschaft, Band 25.) Rütten und Loening, Berlin 1965. S. 66–90.
- K. V. Alward: Die Wellblech-Hütte. In: K. V. Alward: Anna Seghers and Socialist Realism. (Doktorarbeit.) McGill University, Montreal 1972. S. 45–55. (pdf).